# 十四號上湯克里克鎮區 (北卡羅萊納州厄齊康縣)
十四號上湯克里克鎮區（英語：Township 14, Upper Town Creek）是位於美國北卡羅萊納州厄齊康縣的一個鎮區。

## 地方資料
十四號上湯克里克鎮區的面積為31.60平方千米，皆為陸地。根據2020年美國人口普查的數據，當地共有人口1609人，而人口密度為每平方千米50.92人。